# Райт, Рон (политик)
Рональд Джек Райт (англ. Ronald Jack Wright, 8 апреля 1953 — 7 февраля 2021) — американский политик, представлявший Республиканскую партию. Член Палаты представителей США от 6-го избирательного округа Техаса (2019 — 2021).

## Биография
Родился в 1953 году в округе Чероки в Техасе. Посещал Техасский университет в Арлингтоне, где изучал историю, психологию и политологию.
Был членом городского совета Арлингтона (2000—2008) и заместителем (англ. pro tempore) мэра города (2004—2008). Одновременно он работал окружным директором конгрессмена Джо Бартона (2000—2009) и главой его аппарата (2009—2011). В 2011 году был назначен налоговым асессором-коллектором округа Таррант, избирался на этот пост в 2012 и 2016 годах.
30 ноября 2017 года Бартон отказался от переизбрания на новый срок. Райт заявил об участии в выборах по шестому округу Техаса. Он одержал победу на внутрипартийных выборах республиканцев и 6 ноября 2018 года был избран членом Конгресса, набрав 53,1% голосов избирателей. В 2020 году был переизбран на второй срок.
В июле 2019 года у Райта был диагностирован рак лёгких. В том же году он был госпитализирован после осложнений в процессе лечения. 21 января 2021 года тест Райта на COVID-19 показал положительный результат и он вместе с женой был госпитализирован в Далласе. 7 февраля он скончался, став первым членом Конгресса США, умершим от коронавирусной инфекции.
Был членом крайне консервативного Кокуса свободы в Палате представителей.